# Stazione di Myrdal

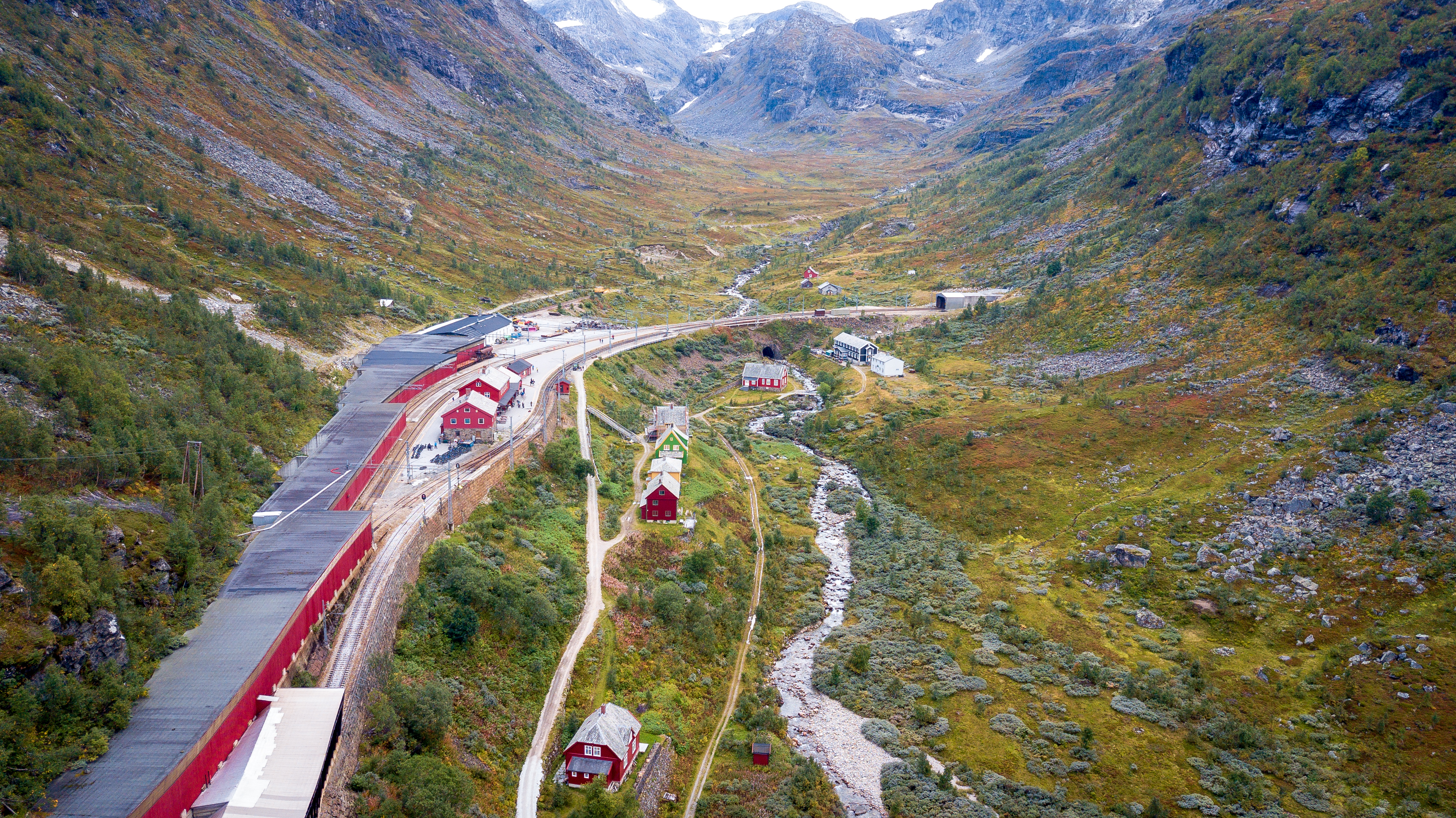
Foto aerea di Myrdal

La stazione di Myrdal (in norvegese: Myrdal stasjon) è una stazione ferroviaria di montagna situata sulla linea Oslo-Bergen nel comune di Aurland in Norvegia. La stazione ferroviaria è anche il capolinea superiore della ferrovia locale Flåmsbana, che sale dalla riva del Sognefjord (dal paese di Flåm) fornendo un collegamento di trasporto pubblico molto turistico. La maggior parte dei passeggeri che utilizzano la stazione  cambiano treno tra le due linee dato che nella località non è presente nessuna attrazione e poche abitazioni.

## Posizione
La stazione di Myrdal si trova a circa 13 km sud del villaggio di Flåm e circa 20 km sud di Aurlandsvangen. Non è collegata alla rete stradale, sebbene ci siano alcuni cottage e hotel nella zona, serviti dalla Stazione Myrdal e dalla vicina Stazione Vatnahalsen, circa un chilometro a valle.

## Strutture
La stazione ha tre binari. Il binario 1 è quello principale sulla ferrovia Oslo-Bergen e il binario 2 è il binario alternativo situata sull'incrocio ferroviario. Il binario 11 è quello utilizzato dai treni locali da e per Flåm. Una grande caffetteria e un negozio di articoli da regalo offrono ristoro e riparo.

## Storia
La stazione è stata aperta nel 1908. Il 17 gennaio 1923, il ristorante della stazione fu rilevato da Norsk Spisevognselskap. Poiché la struttura era troppo piccola, il ristorante è stato successivamente spostato in un altro edificio più grande.